# جزيرة مروح
مَرَوَح هي جزيرة منخفضة تقع قبالة سواحل المنطقة الغربية لإمارة أبو ظبي، الإمارات العربية المتحدة على بعد 15 كم (9.3 ميل) شمال خور البازم (البحيرة) على طول ساحل أبوظبي في جنوب الخليج.وتمتد بطول 13 كم من الشرق إلى الغرب، و5.5 كم في أقصى اتساع لها من الشمال إلى الجنوب.

## الآثار
على الرغم من أنها مملوكة للقطاع الخاص ، فإن الجزيرة هي مركز رئيسي للآثار. أسفرت الحفريات الأخيرة عن العثور على لؤلؤ طبيعي صغير حيث أظهر تأريخ بالكربون المشع أنه يعود إلى 5800/5600 قبل الميلاد.، عثر علماء الآثار على أقدم لؤلؤة في العالم، والتي أطلق عليها اسم لؤلؤة أبو ظبي والتي تعود إلى العصر الحجري الحديث، ويبلغ عمرها حوالي 8000 سنةو تدل هذه الاكتشافات على قدم وعراقة الأنشطة البحرية في الإمارات ومن بينها صيد الؤلؤ والمحار. مشكلين بذلك اللبنات الأولى لهوية المنطقة وشهرتها في هذا المجال التي استمرت لقرون لاحقة.
في عام 1992، أكمل فريق المسح الأثري لجزر أبوظبي (ADIAS) مسحًا أوليًا للجزيرة. حدد علماء الآثار 13 موقعًا يعود تاريخها إلى العصر الحجري الحديث حتى العصر الإسلامي (12-13 م).
في عام 2004، كشف المسح الأثري لجزر أبوظبي عن أقدم هيكل عظمي بشري تم العثور عليه في المنطقة وسط بقايا مبانٍ من العصر الحجري الحديث وأكثر من 200 أداة من الصوان. تم استخراج الحمض النووي من الأسنان التي تم استخراجها من الموقع، وتم تحديد عمرها بحوالي 7500 سنة.
أدت الحفريات إلى العثور على مبنى حجري واضح المعالم يتكون من ثلاث غرف بحالة جيدة، كما تم العثور على العديد من الآثار الأخرى المصنوعة من الحجر والعديد من الرماح والسهام المصنوعة بمهارة، بالإضافة إلى المطارق الحجرية، وغيرها من الأدوات التي تم تصنيع بعضها على الجزيرة. كما تم اكتشاف حبات خرز صغيرة مصنوعة من الأصداف وناب لسمكة قرش تم ثقبه بعناية بالغة، مما يدل على اهتمام السكان في تلك الفترة بالزينة الشخصية والمظهر. وتم اكتشاف آنية خزفية مستوردة من منطقة بلاد الرافدين لتكون أحد الدلائل على التجارة البحرية لمسافات طويلة عبر الخليج العربي، كما ساعدت الاكتشافات الأثرية في الجزيرة على تصور ملامح الحياة في تلك الفترة الزمنية من حيث استخدام الأدوات الحجرية في صيد الحيوانات وكذلك تربية الماشية، بالإضافة إلى اكتشاف كميات كبيرة من عظام الأسماك وبقر البحر والسلاحف والدلافين والتي تؤكد على استثمار السكان للبحر وموارده كمصدر رئيس للغذاء.
كما تضم المنطقة مسجداً جدرانه من الحجر الجاف في قرية اللفة، وسلسلة من الجدران الأثرية في قرية مروح، ومقبرة إسلامية وفناء منزل خشبي قديم، ومرفأ للسفن ومسجداً في قرية قريبة، ونظاماً تقليدياً لتجميع المياه والآبار.

## محمية طبيعية
في العام 2001 تم اعلان جزيرة مروح محمية طبيعية والتي تعتبر من أكبر المحميات البحرية في منطقة الخليج العربي، في العام 2007 أصبح الموقع والجزر المحيطة به والشريط الساحلي (محمية مروح البحرية للمحيط الحيوي) ضمن برنامج الإنسان والمحيط الحيوي الخاص باليونيسكو، وتحوي المحمية الطبيعية على الأعشاب البحرية والأشجار، كما تضم أنواعاً من السلاحف الخضراء وسلاحف منقار الصقر، وتعتبر شواطئ المحمية منطقة مثالية لأعشاش سلاحف منقار الصقر، وفيها العديد من أنواع الدلافين والأسماك والشعاب المرجانية والطحالب. كما تعتبر المحمية موطناً لثاني أكبر تجمع لأبقار البحر في العالم،وهو الأمر الذي أكسبها أهمية دولية 

## رابط خارجي
"لؤلؤة أبو ظبي" في متحف زايد الوطني
فيديو حول جزبرة مروح